# Полиция охраны Украины
Полиция охраны Украины (укр. Поліція охорони України) — структурное подразделение Национальной полиции Украины, предоставляющее услуги по охране объектов всех форм собственности, а также квартир и других мест хранения личного имущества граждан.

## История

### 1920—1991
14 сентября 1920 года Совет Народных Комиссаров Украинской Советской Социалистической Республики утвердил положение о Рабоче-крестьянской милиции, её организационной структуре и функциях.
В это время охрану социалистической собственности обеспечивала промышленная милиция, охранявшая фабрики, заводы, склады, ссыпные пункты, торговые и другие предприятия, однако в апреле 1921 года по распоряжению Народного Комиссариата внутренних дел она была упразднена, а её функции были переданы общей милиции.
31 марта 1922 года СНК УССР принял постановление «Об организации из милиционеров охраны заводов, фабрик, совхозов и др …». С этого момента охрана государственной промышленности возлагалась на специальные отряды промышленной милиции, которые комплектовались ведомствами и учреждениями самостоятельно и находились под наблюдением милиции, которая вооружала их, инструктировала и контролировала.
В этом же году Главмилицией УССР была разработана инструкция о артели сторожей. Создаются Управление сторожевой охраны при Советах народных и крестьянских депутатов и Артель сторожевой охраны кооперации инвалидов.
Организация государственной собственности возлагалась на руководителей предприятий и осуществлялась ведомственной охраной. Все эти виды охраны были разрознены, дорого стоили и не были связаны с органами внутренних дел. Такое положение продолжалось почти 30 лет.
29 октября 1952 года постановлением Совета Министров СССР № 4633-1835 «Об использовании в промышленности, строительстве и других отраслях народного хозяйства работников, высвобождающихся из охраны, и мерах по улучшению дела организации охраны хозяйственных объектов министерств и ведомств» создана вневедомственная наружная сторожевая охрана (ВНСО) при органах Министерства внутренних дел. В подчинение органов внутренних дел были переданы сторожевые бригады, охранявшие торговые и хозяйственные объекты различного ведомственного подчинения.
В конце 1958 года общая численность подразделений вневедомственной охраны МВД УССР составляла 17,7 тыс. сотрудников, под охраной ОВО находилось более 37 тысяч объектов.
Постановлением Совета Министров СССР от 2 января 1959 № 93-42 «Об упорядочении охраны предприятий, организаций и учреждений» создано два вида охраны:
- Военизированная — для охраны особо важных и режимных объектов,
- сторожевая — для охраны всех других объектов.

В марте 1965 года постановлением СМ РСФСР № 305-15 вневедомственная наружная сторожевая охрана была переименована во вневедомственную охрану при органах внутренних дел.
В 1966 году было принято «Положение о вневедомственной охране при органах милиции Украинской ССР» (действовавшее до 1993 года).
В дальнейшем были осуществлены мероприятия по дальнейшему совершенствованию вневедомственной охраны путём расширения использования технических средств (охранной и пожарной сигнализации), замены сторожевой охраны на обходных постах работниками милиции, организации охраны объектов автомотопатрульными нарядами милиции, дальнейшего развития централизованной охраны.
В мае 1967 года в более чем 100 городах УССР сторожевые бригады были переформированы в сторожевые участки, в результате 2400 бригадиров и сторожей обходных постов сменили 1500 младших инспекторов милиции.
В том же 1967 году были введены должности начальников пунктов централизованной охраны.
В декабре 1971 года 15 тыс. сторожей обходных постов были заменены на 6 тыс. сотрудников ночной милиции. В это время вневедомственная охрана МВД УССР насчитывала свыше 112 тысяч сотрудников, которые охраняли более 64 тысяч объектов с помощью 62 пунктов централизованной охраны и 164 пунктов централизованного наблюдения.
Были созданы мобильные подразделения вневедомственной охраны, способные решать сложные оперативные задачи по предупреждению краж и охране общественного порядка. В 1973 году произошло объединение госбюджетной и ночной милиции, образовано 102 дивизионов и 109 взводов.
Приказом МВД УССР № 297 от 30 сентября 1990 года Управление вневедомственной охраны при МВД УССР получило статус Главного управления.

### После 1991 года
10 августа 1993 года Постановлением Кабинета Министров Украины № 615 на базе подразделений вневедомственной охраны при органах внутренних дел была создана Государственная служба охраны при МВД Украины, действующая на основе самофинансирования.
На неё была возложена охрана государственных особо важных объектов, выполнение обязанностей правоохранительной Государственной службы и комплекс платных охранных услуг, на которые сложился спрос в рыночных условиях.
В течение 1994—1996 годов Главным управлением Государственной службы охраны (ГУГСО) решался комплекс кадровых, юридических, технических, финансовых, хозяйственных и других вопросов, разрабатывались и внедрялись в жизнь директивные направления дальнейшего развития службы охраны, в том числе совершенствование управления и разработка нормативной базы, укрепление экономического положения, технического перевооружения и обеспечения надежности охраны, улучшения материально-технического обеспечения и совершенствования работы с кадрами.
Во исполнение Концепции развития Государственной службы охраны (ГСО) при МВД Украины в последующие годы проводилась работа по совершенствованию и повышению эффективности служебно-хозяйственной деятельности подразделений ГСО в рыночных условиях, повышению их конкурентоспособности на рынке охранных услуг.
Проводилась работа по созданию службы маркетинга, службы инкассации, были созданы акционерные общества «Украинская охранно-страховая компания» и «Охрана — Комплекс», производились организационные и практические мероприятия по высвобождению работников милиции охраны от выполнения несвойственных задач, реорганизации военизированной и сторожевой охраны ГСО в подразделения гражданской охраны «Варта» и «Защита», создано Управление лицензирования и сертификации технических средств охраны и  охранно-пожарной сигнализации. Дальнейшее развитие получили Училища профессиональной подготовки и учебные центры по общим одноразовым наполнением около 600 мест, разрабатывались и внедрялись новые приборы и системы охранно-пожарной сигнализации, в том числе системы радиомониторинга и быстрого поиска автотранспортных средств.
В 1999 году подразделениями охраны обеспечивалась охрана почти 61 тыс. объектов и 66 тыс. квартир граждан при коэффициенте надежности 99,6 %.
Главным управлением Государственной службы охраны и подчиненными ему подразделениями в течение 2000—2001 годов продолжалась работа по выполнению требований Президента Украины, Кабинета Министров Украины, коллегии МВД Украины по вопросам усиления борьбы с преступностью и охраны общественного порядка, дальнейшему совершенствованию охраны объектов всех форм собственности, а коэффициент надежности охраны составил 99,8 %.
Обеспечена охрана около 51 тыс. объектов и 56 тыс. квартир граждан, 1500 дач и частных домов, других помещений — около 770. За 9 месяцев 2001 года предотвращено 1508 краж из объектов, а также 75 краж из квартир. Работниками милиции охраны задержан 230,5 тыс. человек за административные правонарушения, в том числе за мелкие кражи-28, 8 тыс. человек, при этом изъято ценностей на 270 тыс. грн.

## Современное состояние
Полиция охраны при МВД Украины предоставляет полный комплекс охранных услуг. Под её охраной — почти 100 тыс. объектов и более 100 тыс. квартир граждан. Под защитой Службы квартиры, офисы, магазины, крупные торговые центры, важные стратегические объекты, дачные дома и т. д.
В арсенале полиции охраны новейшая техника, современное оружие, скоростные авто.

## Услуги полиции охраны Украины
- охрана объектов и физ.лиц
- обеспечение безопасности охраняемого имущества